# تيتان تاورز
تيتان تاورز هو مبنى إداري يقع في ستامفورد بكونيتيكت في الولايات المتحدة. إنه بمثابة مقر عالمي لمنظمة المصارعة المحترفة الأمريكية، وورلد ريسلينغ إنترتاينمينت (دبليو دبليو إي). في حين لا يمكن الوصول إلى المناطق الداخلية لعامة الناس، فإن عشاق دبليو دبليو إي والزوار يزورون أو يشاهدون الجزء الخارجي من أبراج تيتان بشكل منتظم.

## نظرة عامة
يضم المبنى الذي يبلغ طوله 94,248 قدم مربع (8,755.9 م2) والذي بني عام 1981 أربعة طوابق للمكاتب وأربعة طوابق لمواقف السيارات.  استحوذت شركة تيتان سبورتس على المبنى في عام 1985 لإيواء مكاتب وورلد ريسلينغ فيدرايشن (دبليو دبليو إف). ومع أن المبنى كان يحتوي في الأصل على سارية علم واحدة فقط تحمل علم الولايات المتحدة، إلا أنه احتوى لاحقًا على علم ثانٍ ظهر فيه شعار الشركة على خلفية سوداء. تم تغيير الشعار الخارجي الرئيسي أيضًا على مر السنين.
في 7 سبتمبر 1995، تم استخدام سطح تيتان تاورز لأحد المشاهد الافتتاحية لمقدمة دبليو دبليو إف راو. ظهر في المشهد يوكوزونا وذا أندرتيكر ورايزر رامون والعديد من المصارعين الآخرين.
في عام 1999، ظهرت تيتان تاورز في إعلان تلفزيوني مدته 30 ثانية والذي تألف من ستون كولد ستيف أوستن، وسيبل، وذا روك، وكين، وذا أندرتيكر، ومانكايند، وشينا وفينس مكمان خلال سوبر بول XXXIII. في نفس العام وفي حلقة 14 يونيو من راو إز وور، وكجزء من محور قصة تولى أوستن دور الرئيس التنفيذي المشرف على العمليات اليومية داخل المنظمة.
خلال حلقة 21 أغسطس 2006 من راو، قام فريق دي-جينرايشن إكس بتشويه تيتان تاورز عن طريق وضع شعار "DX" على أحد جوانب المبنى.
في إطار التحضير لـإكستريم رولز في عام 2013، قام بروك ليسنر وبول هيمان بزيارة تيتان تاورز في 13 مايو حيث قاموا بتخريب مكتب تربل إتش وهاجموا الموظفين القريبين من دبليو دبليو إي.
في 20 مارس 2019، أعلنت الشركة أنها ستبيع تيتان تاورز، وستنقل مقرها الرئيسي إلى 677 واشنطن بوليفارد بستامفورد في كونيتيكت بحلول عام 2021.
أثناء وباء كوفيد-19، بدأ استخدام تيتان تاورز كموقع بديل لمباريات مختارة أثناء الدفع مقابل المشاهدة (على عكس مركز أداء دبليو دبليو إي)؛ تم تصوير مباراة "Firefly Fun House" لراسلمينيا 36 بين براي وايت وجون سينا في تيتان تاورز باستخدام الدعائم والقطع الثابتة في التخزين، بينما أعلنت دبليو دبليو إي أن مباراتي السلم في ماني إن ذا بانك ستقامان في مقرها، حيث يحتاج المشاركون إلى الوصول إلى السطح من أجل تحديد موقع حقائب المال في المصرف.